# Adam Boniecki (Theologe)

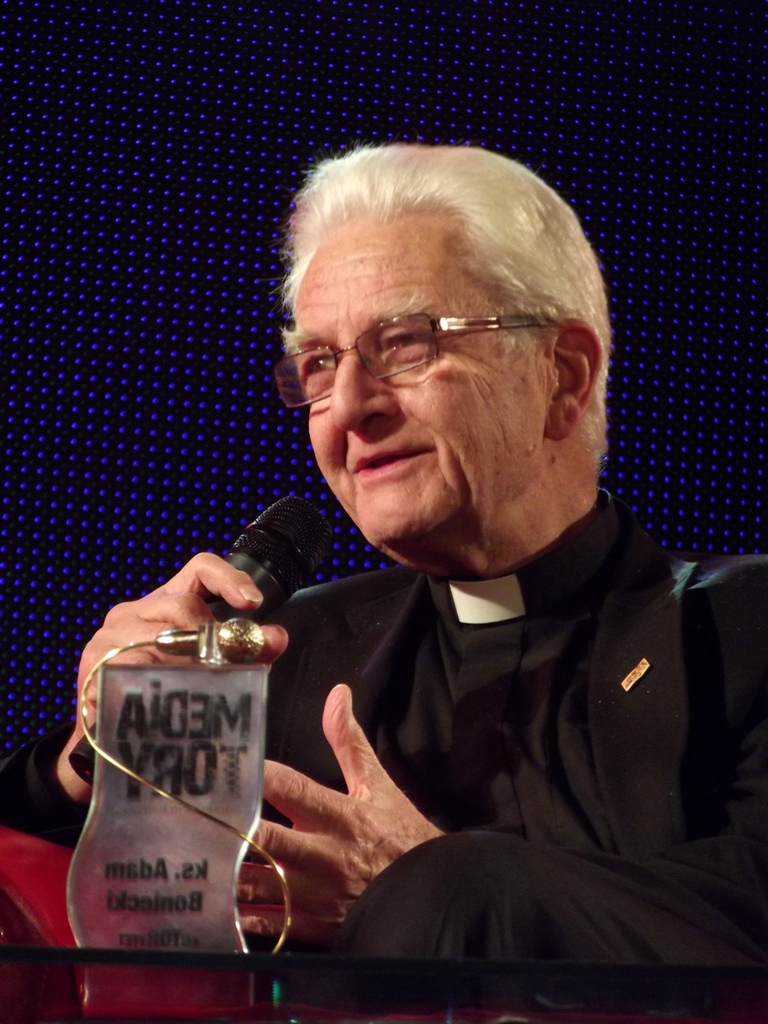
Adam Boniecki

Adam Edward Fredro-Boniecki (* 25. Juli 1934 in Warschau, Polen) ist ein polnischer Theologe, Priester und Journalist.

## Leben
Boniecki trat mit 18 Jahren in den Orden der Marianer ein. 1960 schloss er ein Theologie- und Philosophiestudium am Großen Geistlichen Seminar in Włocławek ab. Anschließend wurde er durch den Bischof Antoni Pawłowski zum Priester geweiht. Er setzte seine Studien an der Katholischen Universität in Lublin und am Katholischen Institut von Paris fort. Danach arbeitete er als Religionslehrer in Grudziądz. Ab 1979 wirkte Boniecki an der polnischen Ausgabe der vatikanischen Zeitung L’Osservatore Romano mit, deren Herausgeber er gleichzeitig bis 1991 blieb. Im Anschluss daran wurde er für die Amtsperiode zwischen 1993 und 1999 zum Generaloberen der Marianer gewählt. In der Folgezeit war er Herausgeber der polnischen Krakauer Zeitschrift Tygodnik Powszechny.
Boniecki gilt als kirchenkritischer katholischer Intellektueller. Wegen seiner unorthodoxen Aussagen wurde Boniecki vom Provinzial des Marianenordens Paweł Naumowicz gezwungen, die Redaktion von Tygodnik Powszechny aufzugeben und nach Warschau umzusiedeln. Im November 2011 wurde Boniecki zusätzlich mit einem totalen Aussageverbot (mit Ausnahme von Artikeln im Tygodnik Powszechny) bestraft. Nach etwa sechs Jahren, am 29. Juli 2017, wurde das Verbot zurückgezogen. Am 14. November 2017 hielt Adam Boniecki (gemeinsam mit dem Weihbischof Tadeusz Pieronek) eine Trauerrede beim Begräbnis von Piotr Szczęsny auf dem Salwator-Friedhof in Krakau. Schon am 17. November wurde das Aussageverbot erneut verhängt.
Sein Bruder Tadeusz Fredro-Boniecki ist ebenfalls Publizist.

## Auszeichnungen
- Gloria-Artis-Medaille für kulturelle Verdienste in Gold (2005).
- Dariusz-Fikus-Preis für Publizistik (2008).
- Komturkreuz des Ordens Polonia Restituta der Republik Polen (2011).
- Kommandant des Nationalen Verdienstordens der Französischen Republik (2012).

## Publikationen
- Unbeendete Gespräche. Warschau 1974
- Das Notizheft. Krakau 1977
- Der Bau von Kirchen in der Diözese von Przemyśl. Paris 1979
- Das Leben des Karol Wojtyła. Krakau 1983
- Das Vademecum des Generals. Was zu tun ist und was nicht zu tun ist, wenn dir die Macht in die Hände fällt. Warschau 1999
- Meditationes. Der Kreuzweg auf den Mariannen. Warschau 2000
- Die Kirche in der Welt des Kulturwandels. Kattowitz 2002
- Den Papst verstehen. Gespräche über die Enzykliken. zusammen mit Katarzyna Kolenda-Zaleska, Krakau 2003
- Kommunikation in Kultur und Medienwelt. Sankt Augustin 2010[5]
- Manchmal muss man scherzen. Das Alphabet des Pfarrers Boniecki. zusammen mit Karolina Morelowska, Warschau 2011
- Es ist besser Pfeifen zu rauchen, statt Hexen. Krakau 2011
- Vademecum. Warschau 2012